# Laminacauda dysphorica
Laminacauda dysphorica är en spindelart som först beskrevs av Eugen von Keyserling 1886.  Laminacauda dysphorica ingår i släktet Laminacauda och familjen täckvävarspindlar. Inga underarter finns listade i Catalogue of Life.